# Get Heavy
Get Heavy és l'àlbum de debut de la banda Lordi.

## Llista de Cançons
1. Scarctic Circle Gathering – 01:02
2. Get Heavy – 03:00
3. Devil Is A Loser – 03:29
4. Rock The Hell Outta You – 03:07
5. Would You Love A Monsterman? – 03:04
6. Icon Of Dominance – 04:35
7. Not The Nicest Guy – 03:12
8. Hellbender Turbulence – 02:46
9. Biomechanic Man – 03:22
10. Last Kiss Goodbye – 03:08
11. Dynamite Tonite – 03:14
12. Monster Monster – 03:23
13. 13. – 01:08

## Crèdits
- Mr. Lordi - Veu
- Amen - Guitarra
- Kita - Bateria, veus i arranjaments
- Magnum - Baix
- Enary - Teclat